# Erebia maurisius
Erebia maurisius is een vlinder uit de onderfamilie Satyrinae van de familie Nymphalidae. De wetenschappelijke naam van de soort is voor het eerst geldig gepubliceerd in 1800 door Eugen Johann Christoph Esper.